# Schenkkreis
Schenkkreise oder Herzkreise sind eine Form des Schneeball- oder Pyramidensystems. Neue Teilnehmer „schenken“ nach ihrem Eintritt in die Gruppe Mitgliedern, die bereits länger dabei sind, Geld, in der Hoffnung, später, nach einem Aufstieg in der Hierarchie, selbst „beschenkt“ zu werden.

## Bezeichnungen
Geläufig für Schenkkreise sind auch folgende Bezeichnungen: Fraktal-Reise, Jump, Herzkreis, Unternehmerkreis, Herzdamen, Herzfrauen, Herzspirale, Sternenkreis, Sonnenmännerkreis, Lotusblüten-Kreis, Mandala-Schenkkreis, Power Circle, Ellipsen-Kreis, Ballkreis, Herzclub, Stern(en)taler, Tafelrunde, Artus’ Tafelrunde, Ritter und Knappen, Sonnenwind, Sonnenkind, Cash Gifting, Chart, „Frauen helfen Frauen“ oder Family & Friends.

## Aufbau und Ablauf
Meist gibt es vier Hierarchiestufen. Auf der ersten Stufe steht ein Mitspieler, der sich von acht Teilnehmern der vierten Stufe Geld „schenken“ lässt. Die Höhe der Schenkbeträge ist von Kreis zu Kreis unterschiedlich. Sie kann in der Summe bis zu 40.000 Euro betragen. Der Spieler der ersten Stufe scheidet aus. Die Spieler der ursprünglich zweiten Stufe stehen auf der nun ersten Stufe und lassen sich von den neu angeworbenen acht Teilnehmern auf der vierten Stufe wiederum Geld „schenken“.
Um den Kreis am Laufen zu halten, müssen immer mehr Teilnehmer angeworben werden.
Die Summe von 40.000 Euro errechnet sich aus acht Einsätzen à 5.000 Euro. Hintergrund dieser summenmäßigen Begrenzung sind die ursprünglichen schenkungsteuerlichen Freibeträge von 5.200 Euro nach § 16 Abs. 1 Nr. 5 ErbStG a.F.

## Esoterischer Anstrich
Viele Kreise haben einen esoterischen Anstrich, häufig gibt es eine euphorische Stimmung. Interesse wird geweckt mit Begriffen wie „Gruppenenergie“, „Freundschaft“ oder „positive Erfahrungen“ und ein „Energiefeld der Fülle“. Mit Sätzen wie „Geld schenken heißt, loslassen zu lernen“ oder „Im Zeitalter der Liebe und Herzenswärme zeigen wir der Welt, dass für alle Menschen genug da ist“ werden die Teilnehmer zum „Schenken“ motiviert.
Manche Kreise wollen besonders Menschen ansprechen, die sich Sinnhaftigkeit, eine weniger individualisierte Gesellschaft und Freiheit von den eigenen Mangelängsten wünschen. Schlagworte wie „Peer-to-peer-Crowdfunding“ vermitteln dabei den Eindruck, es gehe primär darum, in einer Gemeinschaft nach und nach allen ihre Träume zu erfüllen, und lenken davon ab, dass die 555 Euro nicht durch die „Kraft der Gemeinschaft“ auf 19.980 Euro anwachsen, sondern indem immer neue Menschen akquiriert werden, die dies für eine attraktive Investition halten.
In sozialen Medien und Foren wird ein Gemeinschaftsgefühl gepflegt, das den Teilnehmenden permanent suggeriert, in der vollumfänglichen Fülle angekommen zu sein.
Teils wird auch auf Charles Eisenstein und seine Bücher und Kurzfilme zur sogenannten Geschenkökonomie Bezug genommen, der sich explizit von der Vereinnahmung durch Schenkkreise aller Art distanziert und betont, dass sie quasi das Gegenteil dessen vermitteln, was er mit seinen Werken zu erreichen sucht.

## Schneeballsystemcharakter
Bei dem Pyramidensystem geht ein Großteil der Mitspieler leer aus: „Einige wenige, die früh einsteigen, machen einen großen Reibach. Aber die große Masse, die später dazukommt, ist ihr Geld los.“ Bei einer Verachtfachung der Mitglieder alle drei Runden steigt die Zahl der für jeden Schritt notwendigen neuen Mitglieder rechnerisch wie folgt an (siehe dazu den mathematischen Artikel Potenz):
- {\displaystyle 8^{0}=1}
- {\displaystyle 8^{1}=8}
- {\displaystyle 8^{2}=64}
- {\displaystyle 8^{3}=512}
- {\displaystyle 8^{4}=4.096}
- {\displaystyle 8^{5}=32.768}
- {\displaystyle 8^{6}=262.144}
- {\displaystyle 8^{7}=2.097.152}
- {\displaystyle 8^{8}=16.777.216}
- {\displaystyle 8^{9}=134.217.728} (mehr als die Bevölkerung Deutschlands)
- {\displaystyle 8^{10}=1.073.741.824} (mehr als die Bevölkerung Europas)
- {\displaystyle 8^{11}=8.589.934.592} (mehr als die Weltbevölkerung)

Bei einer solchen Progression wäre also bereits nach wenigen Runden die Weltbevölkerung überschritten. Es ist evident, dass ein solches System bereits nach wenigen Schritten zwangsläufig zusammenbrechen muss. Seitens der Organisatoren wird von dieser Tatsache dadurch abgelenkt, dass bei ihren Rechnungen meistens nur ein Kreis beobachtet wird und die durch Teilung entstandenen neuen Kreise außer Betracht gelassen werden.
An dieser Tatsache ändern Reinvestitionen früherer Mitglieder nichts. Gerade in den ersten Runden kann es sogar lukrativ sein, das System zweimal zu durchlaufen, zumal dadurch der Mythos eines ewigen Kreislaufes geprägt werden kann, den weiterzuerzählen die Akquise neuer Teilnehmer erleichtert.

## Rechtslage

### Rechtslage in Deutschland
Die deutsche Rechtsprechung hat Teilnehmern an solchen Schneeballsystemen lange Zeit die Rückforderung der eingezahlten Beträge weitgehend verwehrt. Zwar kann sich der Empfänger nicht auf einen Rechtsgrund berufen, weil Schneeballsysteme sittenwidrig und damit nichtig sind. Ein Rückzahlungsanspruch aus § 812 Absatz 1 Satz 1 Variante 1 BGB (Leistungskondiktion) wurde jedoch wegen § 817 Satz 2 BGB verneint. Danach ist die Rückforderung trotz Sittenwidrigkeit des zugrunde liegenden Rechtsgeschäftes ausgeschlossen, wenn dem Zahlenden die Sittenwidrigkeit bekannt ist und er sich mit der Zahlung „wissentlich“ an einem sittenwidrigen Rechtsgeschäft beteiligt (sog. Kondiktionssperre). In einer Grundsatzentscheidung des Bundesgerichtshofs vom 10. November 2005 wurde klargestellt, dass in Fällen von Schneeballsystemen eine Rückforderung stets möglich ist, da andernfalls dem Schutzzweck der Nichtigkeit von Schneeballsystemen widersprochen würde und die Initiatoren eines Schenkkreissystems zum Weitermachen animiert würden. Rechtstechnisch wird dies durch eine teleologische Reduktion des § 817 Satz 2 BGB vor dem Hintergrund des § 242 BGB erzielt. An dieser Rechtsprechung hat der Bundesgerichtshof in weiteren Entscheidungen vom 13. März 2008, vom 6. November 2008 und vom 21. Juni 2012 festgehalten. Zudem hat der BGH durch Urteil vom 6. November 2008 inzwischen klargestellt, dass es für die Bestimmung, wer Leistender ist, in Dreieckskonstellationen auf den objektiven Empfängerhorizont ankommt, was durch eine jüngere Entscheidung erneut bestätigt wurde.
Die Instanzgerichte haben sich dieser Rechtsprechung weitgehend angeschlossen. Das Landgericht Köln und das Amtsgericht Mülheim an der Ruhr sind zumindest dann, wenn ein erfahrener Spielteilnehmer seinen Einsatz zurückverlangt, anderer Meinung. Sie wenden in diesen Fällen § 817 Satz 2 BGB an, in der die Rückforderung ausgeschlossen ist, wenn dem Leistenden gleichfalls ein solcher Verstoß zur Last fällt, es sei denn, dass die Leistung in der Eingehung einer Verbindlichkeit bestand; das zur Erfüllung einer solchen Verbindlichkeit Geleistete kann nicht zurückgefordert werden. Auch das Landgericht München I sieht – ebenso wie das Landgericht Traunstein – keinen Rückzahlungsanspruch, wenn eine Person einem „Spieler“ Kredit gibt, um an einem Schenkkreis teilzunehmen, da diese sittenwidrig sind. Eine solch differenzierende Sicht wird auch in der juristischen Literatur gefordert. Dem Bundesgerichtshof sei nur dann zu folgen, wenn der Geber das Spielsystem tatsächlich nicht durchschaut habe. Heftig kritisiert wurde der Bundesgerichtshof auch vom Amtsgericht Siegburg. Die differenzierende Betrachtungsweise hat der Bundesgerichtshof in seiner Entscheidung vom 13. März 2008 aber zugunsten einer seiner Ansicht nach gebotenen „generalisierenden“ Betrachtungsweise ausdrücklich abgelehnt.
Ob ein Schenkkreis als „Spiel“ im Sinne des § 762 BGB anzusehen ist oder nicht, ist derzeit in der Rechtsprechung heftig umstritten. Maßgeblich ist diese Frage für die Beurteilung der Problematik, ob Rechtsschutzversicherungen verpflichtet sind, die Kosten der Prozesse zu übernehmen. Nur dann, wenn ein „Spiel“ im Sinne des Gesetzes angenommen wird, besteht keine Deckungspflicht der Rechtsschutzversicherung, sei es für die Kosten des „Schenkers“, sei es für die Kosten des „Beschenkten“.

### Rechtslage in Österreich
In Österreich sind Ketten- oder Pyramidenspiele gemäß § 168a Strafgesetzbuch verboten und strafbar. Der Strafrahmen beträgt sechs Monate Haft, bei einer größeren Zahl an schwer Geschädigten drei Jahre.

### Rechtslage in der Schweiz
In der Schweiz ist die Rechtslage in Bezug auf Schenkkreise und Schneeballsysteme jeglicher Art klar geregelt und durch mehrere Bundesgerichtsentscheide untermauert, letztmals vom 26. März 2006. So fallen Geschenkkreise unter das Bundesgesetz gegen den unlauteren Wettbewerb (Art. 3 Abs. 1. lit. r UWG) – vor 2012 unter das Lotteriegesetz – und sind daher verboten.
Illegal und damit strafbar sind die Gründung, jede Art der Beteiligung an der Organisation von derartigen Veranstaltungen sowie die Werbung für solche Veranstaltungen.
Nicht strafbar hingegen ist es, an solchen Veranstaltungen passiv teilzunehmen, d. h. ohne sich auf irgendeine Weise an der Organisation zu beteiligen, sowie Geld in einen solchen Kreis einzuzahlen. Nach dem Bundesgerichtsentscheid ist die Leistung eines Einsatzes als solche dem Einlegen in eine Lotterie gleichzustellen und daher gemäß Lotteriegesetz straffrei. Dies sorgte anfänglich für etwas Verwirrung, doch stellt das Bundesgericht in mehreren Entscheiden in Bezug auf den Tatbestand des Betrugs, im Sinne von Art. 146 Strafgesetzbuch der Schweiz auch klar fest, dass in einem solchen Fall die einzahlende Person strafrechtlich nicht geschützt ist und somit kein Recht besteht, das einbezahlte Geld gerichtlich zurückzufordern. Diesbezüglich hat das Bundesgericht in mehreren Fällen Folgendes festgehalten: „Wer sich mit einem Mindestmass an Aufmerksamkeit selbst hätte schützen bzw. den Irrtum durch ein Minimum zumutbarer Vorsicht hätte vermeiden können, wird strafrechtlich nicht geschützt.“